# سیارک ۱۵۷۴۷۳
سیارک ۱۵۷۴۷۳ (به انگلیسی: 157473 Emuno، نامگذاری:2005QH) صد و پنجاه و هفت هزار و چهارصد و هفتاد و سومین سیارک کشف شده‌است که در ۲۳ اوت ۲۰۰۵ کشف شد.